# Fran Lebowitz
Frances Ann «Fran» Lebowitz (Morristown, Nova Jersey, 27 d'octubre de 1950) és una escriptora estatunidenca, coneguda pels seus aguts comentaris socials sobre la vida quotidiana nord-americana vista a través d'una sensibilitat novaiorquesa. Alguns crítics literaris la consideren una Dorothy Parker moderna.

## Biografia
Lebowitz va néixer i va ser criada a Morristown, Nova Jersey, en el si d'una família jueva practicant.
Després de ser expulsada d'un centre d'ensenyament secundari i de rebre un GED, va ser contractada per Andy Warhol com a columnista de la revista Interview. A continuació va estar per un breu període a Mademoiselle.
El seu primer llibre va ser una col·lecció d'assajos titulat Metropolitan Life, publicat el 1978. El 1981 va publicar Social Studies. Tots dos van ser editats en forma conjunta, amb un nou assaig introductori, com The Fran Lebowitz Reader. Durant més de dues dècades ha anunciat l'escriptura d'Exterior Signs of Wealth, una postergada novel·la sobre milionaris que volen ser artistes i artistes que volen ser milionaris.
Va participar diverses vegades en els primers temps del programa Late Night with David Letterman. El 17 de novembre de 2010, després de 16 anys d'absència, va participar novament del programa i va discutir el seu perllongat bloqueig d'escriptor.
Va interpretar dotze vegades el paper de la Jutge Janice Goldberg a la sèrie de televisió Law & Order, entre 2001 i 2007.
És coneguda pel seu activisme a favor dels drets de les persones fumadores.
El 22 de novembre de 2010 HBO va estrenar Public Speaking, un documental de Martin Scorsese sobre Lebowitz. Inclou diverses escenes nocturnes en el bar «Waverly Inn» de Nova York, el preferit de tots dos, amb monòlegs de Lebowitz i Scorsese darrere de càmera, filmades després del tancament del local.

## Obres

### Literatura
- Metropolitan Life, Dutton, 1978.
- Social Studies, Random House, 1981.
- The Fran Lebowitz Reader, Vintage Books, 1994.
- Mr. Chas and Lisa Sue Meet the Colles, Knopf, 1994. (per a nens)

### Televisió i cinema
- Law & Order (2001–2007)
- Law & Order: Criminal Intent (2006)
- Public Speaking (2010)
- The Wolf of Wall Street (2013)
- River of Fundament (2014)
- The Booksellers (2020)
- Pretend It's a City (2021)[5]